# دعموص أسترالي
دعموص أسترالي (الاسم العلمي: Triops australiensis)، ويشار إليه أحيانًا باسم الروبيان المدرع، هو نوع أسترالي من ظهريات الدرقة.

## التوزيع
ينتشر الدعموص الأسترالي على نطاق واسع في جميع أنحاء أستراليا، باستثناء الأجزاء الشمالية من غرب أستراليا وكوينزلاند. كما أنه غائب عن تسمانيا في الجنوب، حيث حل محله دعمص عديم الأقدام. يمكن التمييز بين النوعين من خلال وجود صفيحة فوق الشرج بين الفروع الذيلية في نهاية البطن في الدعمص عديم الأقدام L. apus، وهو ما يفتقر إليه الدعموص الأسترالي T. australiensis.